# Finland op het Eurovisiesongfestival 2023

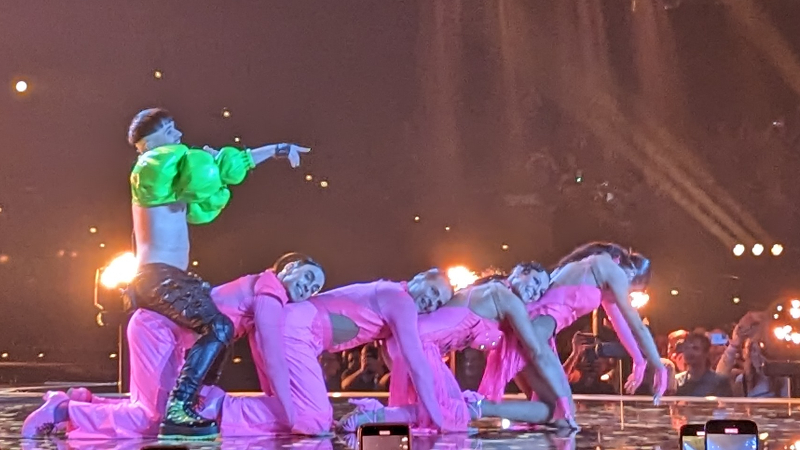
Finland tijdens de repetities in Liverpool.

Finland nam deel aan het Eurovisiesongfestival 2023 in Liverpool, Verenigd Koninkrijk. Het is de 56ste deelname van het land aan het Eurovisiesongfestival. Yle is verantwoordelijk voor de Finse bijdrage voor de editie van 2023.

## Selectieprocedure
Wederom werd de Finse songfestival act via de jaarlijkse nationale finale Uuden Musiikin Kilpailu gekozen. Op 11 januari 2023 maakte de Finse omroep de kandidatenlijst bekend. Vanaf donderdag 12 januari werd er iedere werkdag een liedje gelanceerd op de officiële streamingdiensten van de Finse omroep. 
De nationale finale vond plaats op 25 februari live vanuit Turku. De presentatie was in handen van Samu Haber. De internationale jury’s (25%) en de televoters (75%) bepaalden de uitslag. Käärijä wist uiteindelijk met het nummer Cha cha cha de winst binnen te slepen. De zanger was bij de bookmakers al veruit de favoriet en wist zijn favorietenrol waar te maken. Hij won de internationale jury uitslag en won met zeer ruime voorsprong de televote.

## Uuden Musiikin Kilpailu 2023
25 februari 2023
| Plaats | Artiest        | Lied                          | Jury | Publiek | Totaal |
| ------ | -------------- | ----------------------------- | ---- | ------- | ------ |
| 1      | Käärijä        | Cha cha cha                   | 72   | 467     | 539    |
| 2      | Portion Boys   | Samaa taivasta katsotaan      | 28   | 124     | 152    |
| 3      | Keira          | No Business on the Dancefloor | 42   | 91      | 133    |
| 4      | Robin Packalen | Girls Like You”               | 28   | 81      | 109    |
| 5      | Kuumaa         | Ylivoimainen                  | 44   | 63      | 107    |
| 6      | Lxandra        | Something to Lose             | 46   | 24      | 70     |
| 7      | Benjamin       | Hoida mut                     | 34   | 32      | 66     |

## In Liverpool
Finland trad aan in eerste halve finale. Deze vond plaats op 9 mei 2023. Finland stootte door naar de grote finale, waar het als dertiende aantrad. Finland kreeg van het publiek een monsterscore van 376 punten, en van de jury's 150 punten. Dit was niet genoeg voor de overwinning. Finland behaalde zilver na Zweden. 